# كازيمير كوزا
كازيمير كوزا (بالفرنسية: Casimir Koza)‏ هو لاعب كرة قدم فرنسي وبولندي في مركز الهجوم، ولد في 27 يناير 1935 في فوكيويريس ليه لينس في فرنسا، وتوفي في 30 نوفمبر 2010 في بويس برنارد في فرنسا. شارك مع منتخب فرنسا لكرة القدم. أما مع النوادي، فقد لعب مع راسينغ كولومب ونادي النجم الأحمر ونادي ستراسبورغ ونادي لانس ونادي ليموج.

## وصلات خارجية
- كازيمير كوزا على موقع قاعدة بيانات كرة القدم.إي يو (الإنجليزية)
- كازيمير كوزا على موقع ناشيونال فوتبول تيمز (الإنجليزية)
- كازيمير كوزا على موقع عالم كرة القدم.نت (الإنجليزية)